# Danna Nolan Fewell
Danna Nolan Fewell (El Paso, 10 gennaio 1958) è una biblista, ebraista e teologa statunitense.
Laureatasi alla scuola teologica "Candler" dell'Emory University, nei primi anni 2000 insegnò Bibbia Ebraica alla Perkins School of Theology della Southern Methodist University di Dallas, nel Texas.
Coautrice di vari libri e articoli con David M. Gunn, ha contribuito a diffondere un approccio critico-letterario postmoderno al testo biblico. Esperta di studi veterotestamentari, insegna Bibbia Ebraica alla scuola teologica della Drew University.